# Сомбререте
Сомбререте (исп. Sombrerete) — город в Мексике, входит в штат Сакатекас. Население 25 068 человек (2020 год).

## История
В 1555 году город основал Хуан де Толоса.

## Фотографии

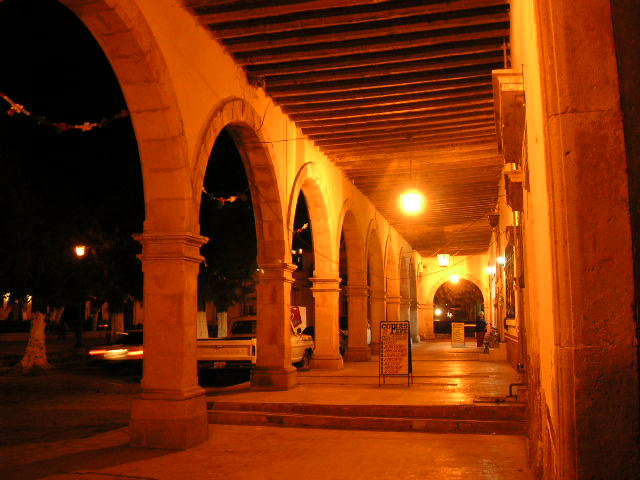
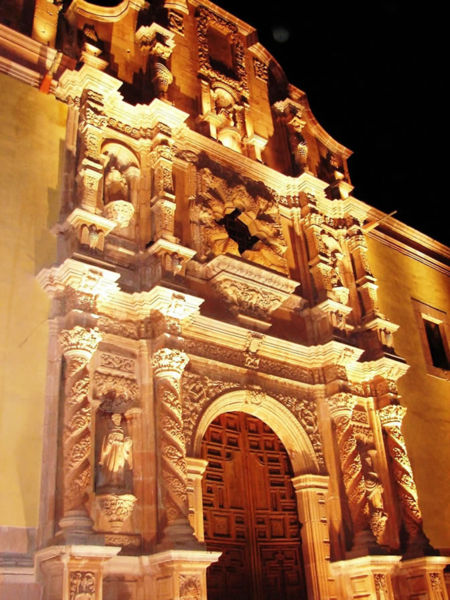
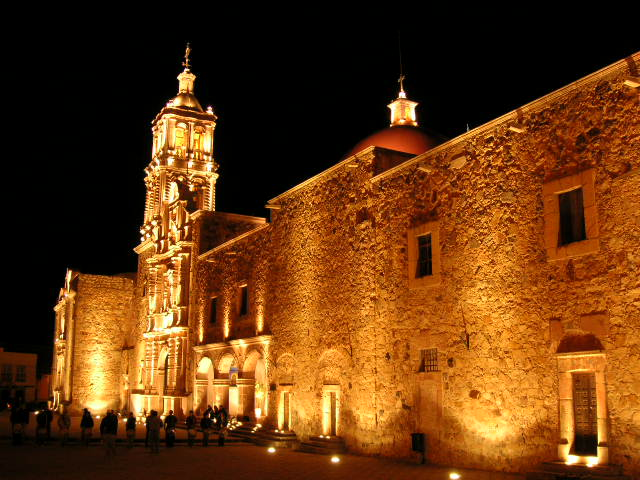